# 東邦チタニウム
東邦チタニウム株式会社（とうほうチタニウム）は、日本で大きなシェアをもつ非鉄金属メーカー。チタンの素材加工において世界有数のメーカーである。チタン事業では、大阪チタニウムテクノロジーズ（旧住友チタニウム）と市場を二分する。新素材であるWEBTiが注目されている。東京証券取引所プライム市場上場、証券コード5727。

## 事業所
- 本社 - 神奈川県横浜市西区南幸一丁目1番1号 JR横浜タワー22階
- 茅ヶ崎工場 - 神奈川県茅ヶ崎市茅ヶ崎3丁目3番5号
- 日立工場 - 茨城県日立市
- 八幡工場 - 福岡県北九州市八幡東区
- 若松工場 - 福岡県北九州市若松区
- 黒部工場 - 富山県黒部市

## 沿革
- 1953年（昭和28年） - 銅製錬大手の日本鉱業株式会社（現:ENEOSホールディングス）、チタン製錬の優れた技術者であった石塚父子（大阪特殊製鉄所〈現・大阪チタニウムテクノロジーズ〉の創業者・石塚幸次郎とその子息・石塚博）及びチタンの将来性に注目していた第一物産株式会社（現・三井物産）の三者合弁により設立。
- 1954年（昭和29年） - 神奈川県茅ヶ崎市に工場を建設。スポンジチタンの生産を開始。
- 1955年（昭和30年） - 株式を公開し、東京証券市場での店頭売買を開始。
- 1956年（昭和31年） - チタンインゴットの生産を開始。
- 1961年（昭和36年） - 東京証券取引所第二部に上場。
- 1970年（昭和45年） - 高純度酸化チタン商業生産開始。
- 1986年（昭和61年） - 高活性触媒THC製造設備完成。
- 2006年（平成18年） - 東京証券取引所第一部へ指定替え。
- 2008年（平成20年） - 福岡県北九州市八幡東区に八幡工場完成。
- 2010年（平成22年） - 福岡県北九州市若松区に若松工場完成。
- 2018年（平成30年） - 親会社のJXTGホールディングスが、保有株式を同社の完全子会社であるJX金属に譲渡。
- 2020年（令和2年） - 本社を神奈川県横浜市に移転。